# Hélice de paso variable
Una hélice de paso variable es un tipo de hélice cuyas palas  pueden girar alrededor de su eje largo para cambiar su ángulo de ataque. Si dicho ángulo se puede situar en valores negativos, la hélice  puede crear una inversión de empuje para el frenado o marcha atrás sin necesidad de cambiar el sentido de rotación del eje.

## Aviación

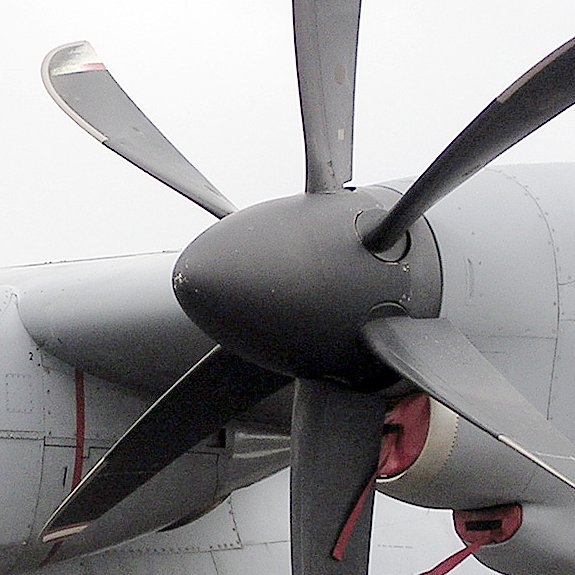
Una hélice, R391, de 6 palas paso variable compuestas y reversible un C-130J Super Hercules fabricada por Rotol Dowty.

El primer intento conocido de la creación de una hélice de paso controlable para una aeronave, aunque solo se podía ajustar en el suelo antes o después del vuelo, estaba en el Idflieg de número "R.30/16" Zeppelin Staaken R.VI cuatrimotor de la 1ª Guerra Mundial Riesenflugzeug, bombardero pesado de 1918.
El avión francés Levasseur empresa tenía una hélice de paso controlable en el Salón Aeronáutico de París 1921 que alegaba había sido probada por el gobierno francés en un plazo de diez horas y que podría cambiar la afinación a cualquier régimen del motor.
El Dr. Henry Selby Hele-Shaw y Beacham TE patentó una hélice de paso variable de accionamiento hidráulico (basada en la carrera de una bomba variable) en 1924 y presentó un documento sobre el tema ante la Royal Aeronautical Society en 1928, aunque su utilidad fue recibida con escepticismo. La hélice se había desarrollado por Gloster - como la "Gloster Hele-Shaw Beachem" - y se mostró en un Grebe Gloster. Donde se utilizó para mantener un régimen de revoluciones del motor casi constante
La primera hélice de paso variable práctica para las aeronaves se introdujo en 1932.
Estas hélices se utilizan en los aviones para adaptar la hélice a diferentes niveles de empuje y velocidades del aire de manera que las palas de la hélice no entren en pérdida, y por lo tanto, disminuyan la eficiencia del sistema de propulsión. Especialmente en la velocidad de crucero, el motor puede funcionar en su rango de velocidades de rotación más económica . Con la excepción de ir en reversa para el frenado después del aterrizaje, el pitch se controla normalmente de forma automática, sin intervención del piloto. Una hélice con un controlador que regula el paso de las palas para que la velocidad de rotación se mantenga siempre la misma, se le llama hélice de velocidad constante . Una hélice con paso variable puede tener una eficiencia casi constante en su gama de velocidades.
El tipo más común de hélice de paso variable es de accionamiento hidráulico, desarrollada originalmente por Frank W. Caldwell de la Hamilton Standard División de la United Aircraft Company. Este diseño dio lugar a la concesión del trofeo Collier de 1933. Archivado el 4 de noviembre de 2012 en Wayback Machine. De Havilland posteriormente compró los derechos para producir hélices Hamilton en el Reino Unido, mientras que la compañía británica Rotol realizó sus propios diseños. La compañía francesa de Pierre Levasseur y la de los EE. UU. Smith Engineering Co. también desarrollaron hélices de paso variable. Hélices Smith fueron utilizadas por Wiley Post en algunos de sus vuelos.
Los aviones experimentales y ultraligeros se han vuelto más sofisticados y es común que adopten las hélices de paso variable, tanto ajustables en tierra como en vuelo. El accionamiento hidráulico es demasiado caro y voluminoso, y las hélices de aviones ligeros usan un sistema mecánico o eléctrico. Algunos son manuales, algunos son controlados por la electrónica, y uno, el "Silencio V-Prop", es totalmente auto-alimentación y autorregulada.

## Naval

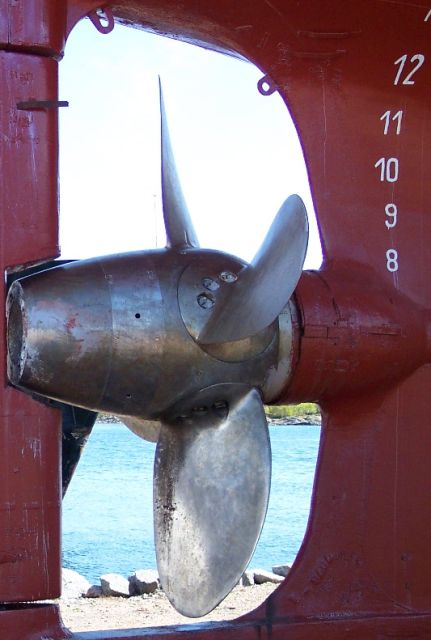
Una hélice naval de paso variable.

Las hélices de paso variable para la propulsión marina se diseñan para dar la mayor eficiencia de propulsión en un amplio intervalo de velocidades y condiciones de carga. Cuando un buque está a plena carga, la potencia propulsora necesaria a una velocidad dada es mucho mayor que cuando está vacío. Mediante el ajuste de la inclinación de las palas, se puede obtener la eficiencia óptima y ahorrarse combustible. Además, la hélice de paso variable tiene una posición en "aleta", que es útil en los veleros. Como esta posición la resistencia al agua es baja cuando no se utiliza la hélice (por ejemplo, cuando se navega a vela). Este es el equivalente marino de "calado" un propulsor aeronáutico.
Una hélice de paso fijo es más eficiente que una hélice de paso variable para una velocidad concreta de rotación y condición de carga. A esa velocidad particular, de rotación y de carga, puede transmitir energía más eficientemente que una de paso variable. A cualquier otra velocidad de rotación, o cualquier otra carga del buque, el paso fijo no será el más eficiente ya que el ángulo no será el óptimo. Una hélice de paso variable de tamaño adecuado puede ser eficiente para una amplia gama de velocidades de rotación, ya que se puede ajustar para absorber toda la potencia que el motor es capaz de producir en casi cualquier velocidad de rotación.
Las hélices de paso variable también mejoran la maniobrabilidad de una embarcación. Permite el cambio rápido de dirección de propulsión. La dirección de empuje se puede cambiar sin disminuir la velocidad de la hélice y en función del tamaño de la hélice se puede cambiar en aproximadamente de 15 a 40 segundos. La mayor maniobrabilidad puede eliminar la necesidad de remolcadores durante el atraque.
No se necesita un engranaje de marcha atrás o un motor reversible en los buques que utilizan la hélice de paso variable, ahorrando el dinero de instalar y reparar estos componentes. Dependiendo de la velocidad de rotación del motor principal y el tamaño de la hélice, se puede necesitar un engranaje de reducción. Un CPP requiere un sistema hidráulico para controlar la posición de las paletas. Las hélices de paso variable o fijo produce el mismo desgaste y tensión en el eje de la hélice o el motor.
Los grandes buques que realizan viajes largos a una velocidad constante de servicio, por ejemplo petroleros de los mayores buques portacontenedores, no utilizan hélices de paso variable, ya que la cantidad de energía supera las capacidades actuales de diseño. Los diseños actuales (2010) pueden tolerar una potencia máxima de 44.000 kW (60.000 CV).
Las hélices de paso variable se emplean generalmente en remolcadores tanto de puerto como de alta mar, dragas , barcos de crucero, transbordadores, buques de carga y grandes pesqueros que navegan a puertos con asistencia de remolcador limitada o nula. Antes del desarrollo de las hélices de paso variable, algunos barcos se alternarían entre " rueda de velocidad " y otra " rueda de potencia " hélices de ruedas dependiendo de la tarea. 
Durante muchos años existía el inconveniente de tener que perforar el eje del barco y/o tener que modificar intensamente el sistema de transmisión.
Un trabajo altamente costoso debido a cantidad de tiempo requerido para realizar las modificaciones necesarias.
En los años 80 y gracias a la invención patentada de un español, José Luis de Francisco Mesado, se dio solución a este problema utilizando el interior del cubo de la hélice para alojar el sistema.[cita requerida] 
Sin manipulaciones internas y pudiendo instalarse en cualquier tipo de buque.
De esta manera se consiguió reducir el tiempo de trabajo en el dique, con la ventaja del abaratamiento del coste.
Este sistema está actualmente instalado en buques de la marina española, barcos de crucero, remolcadores...
Bruntons, una firma de ingeniería de Essex, ha patentado el "Autoprop", una hélice marina donde las aspas giran libremente y ajusta automáticamente el ángulo correcto. El Autoprop es adecuado para pequeñas y medianas yates y barcos, y es particularmente beneficioso para los moto-veleros.